# Рт Фроуард
Рт Фроуард (енгл. Cape Froward, IPA: ) је најјужнија тачка континенталног дела Јужне Америке и Чилеа. Налази се на 53°50‘ јгш и 71°20‘ згд.

## Географија
Рт је смештен на крајњем југу полуострва Бранзвик на обали Магелановог мореуза. Први га је открио и именовао енглески морепловац Томас Кевендиш у јануару 1587. На рту је 1987. подигнут и велики крст у част папе Јована Павла II. Крст је неколико пута обнављан због изузетно оштре климе која влада у овој области.